# ان‌جی‌سی ۷۰۲۸
ان‌جی‌سی ۷۰۲۸ (انگلیسی: NGC 7028) نام یک جرم آسمانی در صورت فلکی دلفین است. ظاهراً این جرم توسط ستاره‌شناس آلمانی آلبرت مارت در ۱۷ سپتامبر ۱۸۶۳ کشف شد. هیچ کهکشانی یا اجرام سحابی در مختصاتی که او داده است نیست.